# Phanerodon
Genre
Phanerodon est un genre de poissons téléostéens (Teleostei) de la famille des Embiotocidae.

## Liste des espèces
Selon FishBase (8 fev. 2016) et World Register of Marine Species (8 fev. 2016) :
- Phanerodon atripes (Jordan & Gilbert, 1880)
- Phanerodon furcatus Girard, 1854